# Пролетарська сільська рада (Алтайський район)
Пролета́рська сільська рада (рос. Пролетарский сельский совет) — сільське поселення у складі Алтайського району Алтайського краю Росії.
Адміністративний центр — село Сараса.

## Населення
Населення — 1308 осіб (2019; 1336 в 2010, 1494 у 2002).

## Склад
До складу сільської ради входять:
| Населений пункт        | Населення, осіб (2002) | Населення, осіб (2010) |
| ---------------------- | ---------------------- | ---------------------- |
| Басаргіно, селище      | 2                      | 2                      |
| Велика Киркила, селище | 25                     | 15                     |
| Пролетарка, село       | 231                    | 183                    |
| Рудник, селище         | 81                     | 80                     |
| Сараса, село           | 1147                   | 1054                   |
| Черемшанка, селище     | 8                      | 2                      |